# George Horvath
George Horvath (n. 14 martie 1960, comuna Danderyd, Comitatul Stockholm, Suedia – d. 3 mai 2022, Växjö, Comitatul Kronoberg, Suedia) a fost un sportiv ce a reprezentat Suedia, medaliat olimpic. A participat la o ediție a Jocurilor Olimpice (1980) în care a câștigat o medalie de bronz.

## Participări
Lista de mai jos prezintă principalele competiții la care a participat George Horvath de-a lungul carierei.
- Sovremennoe peatiborie na letnih Olimpiiskih igrah 1980[*]